# Національний парк Соомаа

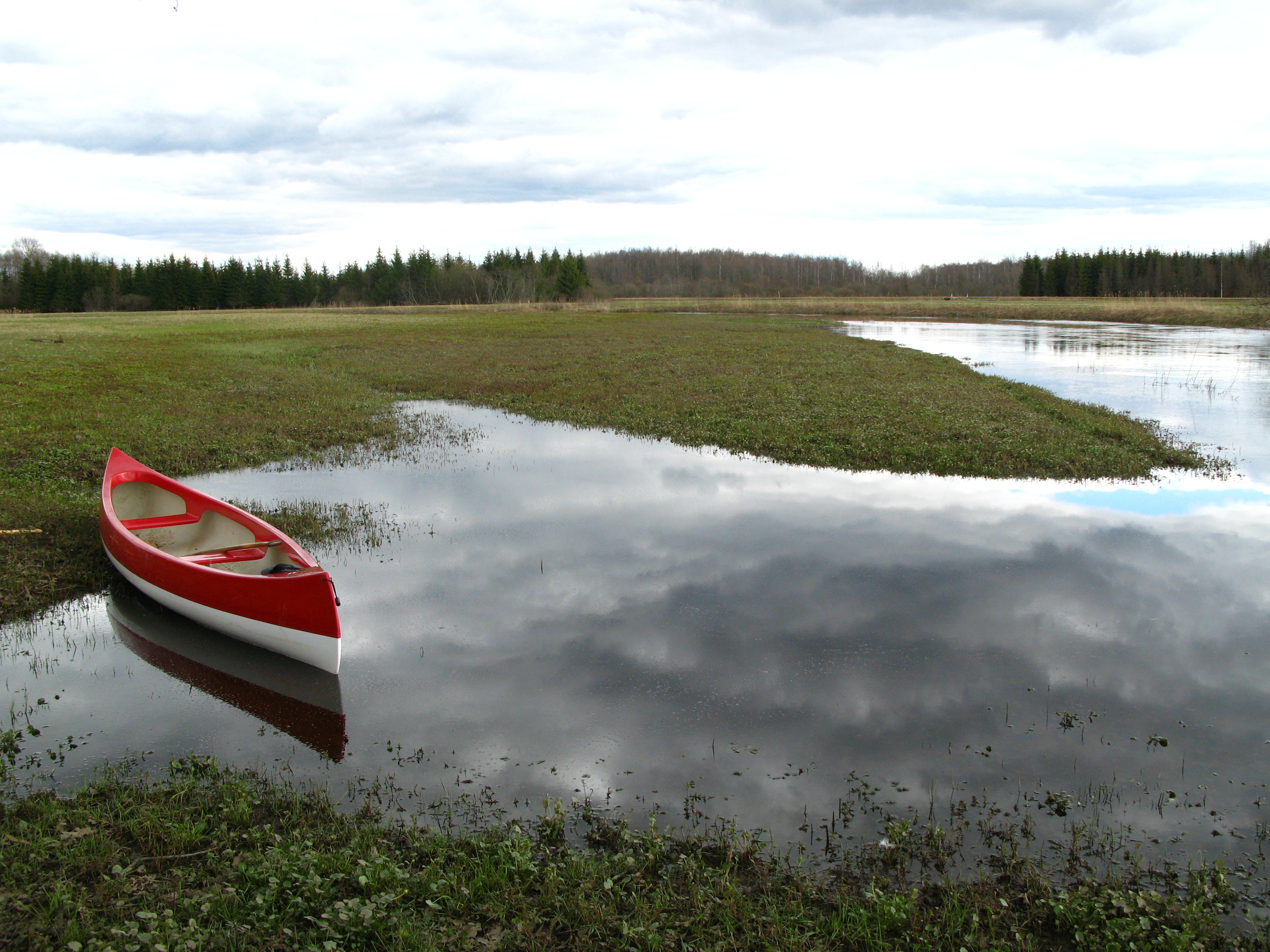

Націона́льний парк Соо́маа (ест. Soomaa rahvuspark) — національний парк на південному заході Естонії, заснований 10 липня 1957 року. Соомаа в перекладі означає «країна боліт».

## Опис
Площа парку становить 398,4 км² — це другий за величиною естонський національний парк після Лахемаа. Парк Соомаа був створений з метою захисту боліт, квітучих луків, лісів і звивистих річок.
Велика частина території парку вкрита болотами, які іноді розділяються притоками річки Пярну. У східній частині парку знаходяться найвищі в Естонії дюни, за 50 кілометрів від морського узбережжя. Туристичний інформаційний центр парку Соомаа розташований у містечку Тирамаа.

## Фауна та флора
Парк Соомаа не тільки став місцем існування ряду тварин, а й місцем розмноження благородних оленів, лосів, диких кабанів, бобрів, рисей, вовків і ведмедів. Болота парку стали рефугіумами для деяких рідкісних видів птахів, включаючи беркута, чорного лелеки, тетерука і глухаря. Дуже часто тут же можна знайти рідкісні види диких орхідей.

## Туризм
Те, що робить даний парк унікальним — це, так званий, «п'ятий сезон» — весняна повінь, що викликає підвищення рівня води до 5 метрів. У цей період повінь поширюється всюди — на луки, поля, ліси й стежки, навіть будинки в деяких місцях затоплюються водою. Максимальна площа розливу досягає 7-8 км, однак, траплялися і повені, що досягали 150 км². Тому сплав на каное та байдарках іноді є найкращим способом ознайомлення з місцевістю та способом освоєння просторів парку Соомаа. Дана послуга пропонується місцевими туристичними компаніями будь-кому з охочих.
Поряд з екскурсіями по парку на каное, тут також прокладено безліч піших маршрутів.